# Steve Case
Stephen McConnell Case (Honolulu, 21 augustus 1958) is een marketeer, zakenman en voormalig CEO van AOL (America Online). Hij speelde een belangrijke rol bij de fusie tussen AOL en Time Warner in 2000.